# Gábor Staudt
Gábor Staudt (ur. 10 maja 1983 w Budapeszcie) – węgierski polityk, prawnik i samorządowiec, działacz partii Jobbik, deputowany krajowy.

## Życiorys
W 2007 ukończył studia prawnicze na Uniwersytecie im. Loránda Eötvösa w Budapeszcie. W 2012 zdał egzaminy zawodowe. Jeszcze w trakcie studiów dołączył do Ruchu na rzecz Lepszych Węgier (Jobbik). W 2006 kandydował do parlamentu z listy koalicji zorganizowanej przez jego ugrupowanie oraz Węgierską Partię Sprawiedliwości i Życia. Był radnym samorządu dzielnicowego w Budapeszcie, a w 2010 ubiegał się o stanowisko burmistrza.
W wyborach w 2010 uzyskał mandat posła do Zgromadzenia Narodowego z listy krajowej swojego ugrupowania. W 2014 i 2018 z powodzeniem ubiegał się o reelekcję. W 2018 zrezygnował jednak z mandatu.